# ولید الجیزانی

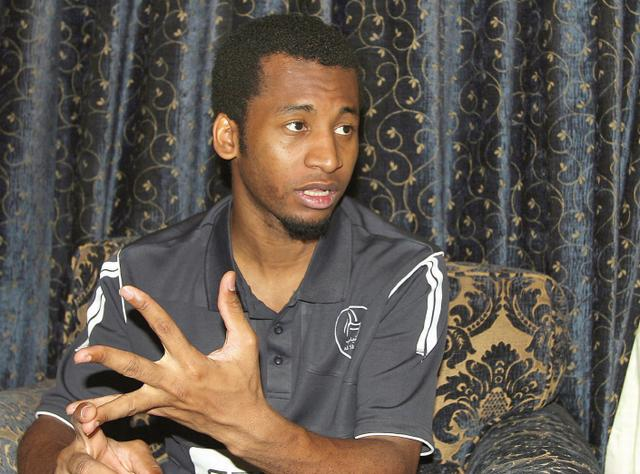
ولید الجیزانی - ۲۰۱۴

ولید الجیزانی (عربی: وليد الجيزاني؛ زادهٔ ۱۰ اکتبر ۱۹۸۲) یک بازیکن فوتبال اهل عربستان سعودی است.
از باشگاه‌هایی که در آن بازی کرده‌است می‌توان به الاهلی عربستان، الشباب عربستان، الحزم عربستان، الهلال عربستان، الرائد عربستان و الشعله عربستان اشاره کرد.

## تیم ملی
وی همچنین در تیم ملی فوتبال عربستان سعودی بازی کرده‌است.